# Pristaulacus patrati
Pristaulacus patrati är en stekelart som först beskrevs av Audinet-serville 1833.  Pristaulacus patrati ingår i släktet Pristaulacus och familjen vedlarvsteklar. Inga underarter finns listade i Catalogue of Life.